# Markiszki (gmina Awiżenie)
Markiszki (lit. Markiškės) − wieś na Litwie, w rejonie wileńskim, 7 km na północny zachód od Awiżenii, zamieszkana przez 18 osób. Przed II wojną światową w Polsce, w powiecie wileńsko-trockim województwa wileńskiego.